# GSC2923-1767
GSC2923-1767 — хімічно пекулярна зоря спектрального класу A2, що має видиму зоряну величину в смузі V приблизно 10,0.